# Wilhelm (biskup kamieniecki)
Wilhelm (ur. ?, zm. ?) – duchowny rzymskokatolicki, dominikanin, biskup kamieniecki.

## Życiorys
W 1375 papież Urban VI erygował diecezję kamieniecką. Jej pierwszym biskupem wyznaczył dominikanina Wilhelma. Bp Wilhelm ufundował pierwszą katedrę w Kamieńcu Podolskim. Brak innych informacji o pontyfikacie tego biskupa.